# Xinglongchang (köpinghuvudort i Kina, Hunan Sheng, lat 28,05, long 109,85)
Xinglongchang (kinesiska: 兴隆场, 兴隆场镇) är en köpinghuvudort i Kina. Den ligger i provinsen Hunan, i den södra delen av landet, omkring 310 kilometer väster om provinshuvudstaden Changsha. Antalet invånare är 18 947. Befolkningen består av 9 343 kvinnor och 9 604 män. Barn under 15 år utgör 21,0 %, vuxna 15-64 år 67 %, och äldre över 65 år 10,0 %.
Runt Xinglongchang är det ganska tätbefolkat, med 166 invånare per kvadratkilometer. Xinglongchang är det största samhället i trakten. I omgivningarna runt Xinglongchang växer i huvudsak blandskog.
Genomsnittlig årsnederbörd är 1 848 millimeter. Den regnigaste månaden är maj, med i genomsnitt 327 mm nederbörd, och den torraste är januari, med 41 mm nederbörd.